# Shenzhou 11
Shenzhou 11 – załogowa misja statku kosmicznego typu Shenzhou w ramach chińskiego programu kosmicznego. Celem misji było dostarczenie załogi do niewielkiego chińskiego modułu orbitalnego Tiangong 2, który zastąpił znajdujący się ciągle na orbicie moduł Tiangong 1. Umieszczenie Tiangong 2 na orbicie odbyło się 15 września 2016 r..

## Załoga
Skład załogi oraz datę startu ogłoszono publicznie 16 października 2016 r. – na dobę przed startem. Dotąd nie podano składu załogi rezerwowej.

### Podstawowa
- Jing Haipeng (3) – dowódca
- Chen Dong (1)

## Przebieg misji
10 października 2016 roku rakietę Chang Zheng 2F wraz ze statkiem Shenzhou 11 umieszczono na wyrzutni startowej LC43/921 kosmodromu  Jiuquan. Start nastąpił 16 października 2016 r. o godz. 23:30 UTC (17.10.2016 o 01:30 czasu CEST). 18 października o 19:24 UTC nastąpiło połączenie z modułem orbitalnym Tiangong 2. 22 października od stacji odłączony został minisatelita Banxing-2, którego celem było wykonywanie zdjęć połączonych obiektów: stacji i statku. 17 listopada o 04:41 nastąpiło odłączenie statku od stacji Tiangong 2. 18 listopada 2016 r. o godz. 05:59:38,896 UTC statek wylądował w Mongolii Wewnętrznej, jednak o 100 km dalej, niż zakładano.

## Zadania
W trakcie pobytu na pokładzie laboratorium Tiangong 2 chińscy kosmonauci prowadzili serię eksperymentów obejmujących m.in. badania medyczne, badania z użyciem ultrasonografu, badania układu oddechowego i układu krążenia. Pozostałe eksperymenty obejmowały uprawę roślin i wykonywanie próbnych napraw na orbicie.
Laboratorium wyposażone zostało w sprzęt do ćwiczeń (rower stacjonarny i bieżnię), pozwalający astronautom na zachowanie sprawności fizycznej przez cały pobyt. Uczestnicy wyprawy mieli także dostęp do programów rozrywkowych i możliwość kontaktu audiowizualnego z rodzinami na Ziemi.